# Instituto Profesional IACC
La Sociedad Instituto Profesional IACC (Instituto Superior de Artes y Ciencias de la Comunicación), es una institución superior técnica profesional chilena, ⁣fundada el 23 de marzo de 1981, organizada como Instituto Profesional de Modalidad Online y constituida como una sociedad privada, anónima y autónoma, propiedad de la sociedad de inversiones Andesia SpA y asociados.
A partir del año 2008 pasó a ser una institución que ofrece carreras de pregrado técnicas profesionales y profesionales, cursos y diplomados en modalidad full online a través de una plataforma web (también denominado Campus virtual) en Moodle. La casa de estudios, está ubicada en Av. Salvador 1318, Providencia, Santiago.
Actualmente se encuentra acreditado por la Comisión Nacional de Acreditación (CNA-Chile) por un período de 4 años (de un máximo de 7), desde junio de 2022 hasta junio de 2026.Está en la posición 59 de instituciones educativas chilenas según el ranking de Webometrics 2024.

## Historia
El Instituto Profesional IACC, antiguamente Instituto Superior de Artes y Ciencias de la Comunicación, fue fundado el 23 de marzo de 1981 como Centro de Formación Técnica, especializándose principalmente en el área de las comunicaciones.
En 1987, la institución obtiene el reconocimiento oficial por parte del Ministerio de Educación de Chile (MINEDUC) y junto con ello, la facultad para conceder títulos académicos, esta vez ya como Instituto Profesional.
Finalmente, la institución consolida su proyecto educacional en marzo de 2006, cuando le es otorgada la Autonomía Institucional por parte del Ministerio de Educación de Chile por medio del Decreto 226.

## Oferta académica

### Carreras
Al día de hoy, IACC cuenta con un total de 32 carreras, entre las que se incluyen técnicos y profesionales, que se encuentran distribuidas en las 4 escuelas que dispone la institución y que van desde sectores como la Administración, Procesos Industriales, Tecnologías Aplicadas y Desarrollo social y Educación:
Escuela de Administración:
- Contabilidad general.
- Técnico en Marketing Digital
- Técnico en Administración de Empresas.
- Técnico en Logística.
- Técnico en Recursos Humanos.
- Contador Auditor.

Ingenierías:
- Ingeniería en Administración de Empresas.
- Ingeniería en Recursos Humanos.
- Ingeniería en Logística.

Escuela de Procesos Industriales:
- Técnico en Control Industrial.
- Técnico en Gestión de Calidad y Ambiente.
- Técnico en Gestión Energética.
- Técnico en Prevención de Riesgos.
- Técnico en Procesos Mineros.
- Técnico en Seguridad Privada

Ingenierías:
- Ingeniería en Minas.
- Ingeniería Industrial.
- Ingeniería en Prevención de Riesgos.
- Ingeniería en Gestión de Calidad y Ambiente.

Escuela de Tecnologías Aplicadas:
- Técnico en Análisis de datos
- Técnico en Administración de Infraestructura Cloud.
- Técnico en Automatización y Control.
- Técnico en Informática.
- Técnico en Análisis y Programación Computacional.
- Técnico en Ciberseguridad.

Ingenierías:
- Ingeniería en Ciberseguridad.
- Ingeniería en Informática.
- Ingeniería en Automatización y Control.

Escuela de Desarrollo Social y Educación:
- Técnico en Administración Pública.
- Técnico Jurídico.
- Técnico en Educación Parvularia.
- Técnico en Trabajo Social.
- Técnico en Educación Diferencial.
- Psicopedagogía.

### Programas de continuidad de estudios en Ingeniería
Estos corresponden a programas de continuidad de carreras técnicas donde al momento de postular, el aspirante debe acreditar estar en posesión de un título de técnico de nivel superior o similar (Sistema de Ingresos Diferenciados) para su admisión. Hasta la fecha, IACC cuenta con los siguientes programas:
Escuela de Administración:
- Programa de Continuidad en Contador Auditor.
- Programa de Continuidad en Ingeniería en Administración de Empresas.
- Programa de Continuidad en Ingeniería en Logística.
- Programa de Continuidad en Ingeniería en Recursos Humanos.

Escuela de Procesos Industriales:
- Programa de Continuidad en Ingeniería Industrial.
- Programa de Continuidad Ingeniería en Prevención de Riesgos.
- Programa de Continuidad de Ingeniería en Gestión de Calidad y Ambiente.

Escuela de Tecnologías Aplicadas:
- Programa de Continuidad en Ingeniería en Informática.
- Programa de Continuidad de Ingeniería en Automatización y Control.

### Diplomados
En el caso de los diplomados, a los estudiantes de empresas externas afiliadas el extender las ofertas de los cursos de capacitación realizados a un total de 5 diplomados que se encuentran disponibles:
Escuela de Administración
- Diplomado en Gestión de Remuneraciones y Compensaciones de Trabajadores

Escuela de Procesos Industriales:
- Diplomado Tri-Norma en Sistema de Gestión Integrada
- Diplomado Control y Gestión de Operaciones

Escuela de Tecnologías Aplicadas:
- Diplomado en Ciberseguridad

Escuela de Desarrollo Social y Educación:
- Diplomado en Corretaje y Administración Inmobiliaria

### Cursos de Capacitación
IACC Capacita es la unidad especializada de IACC en el desarrollo de capacidades estratégicas en organizaciones. El propósito es impulsar el crecimiento sostenible y el éxito a largo plazo de las organizaciones a través del crecimiento profesional de sus colaboradores.

## Acreditación
En junio de 2022, el Instituto Profesional IACC tras un proceso de autoevaluación, logró su segunda acreditación, esta vez, acreditación avanzada por cuatro años por la Comisión Nacional de Acreditación (CNA) en las áreas de Gestión Institucional y Docencia de pregrado, con vigencia hasta junio de 2026.
La Dirección de Aseguramiento de la Calidad y Acreditación de IACC se encuentra liderando el desarrollo del proceso de autoevaluación con miras a la reacreditación institucional, los cuales se enmarcan en el Plan de Desarrollo Estratégico y sus objetivos de Calidad y Docencia, y de la política de Aseguramiento de la Calidad.
En octubre de 2020, la institución fue acreditada por la Comisión Nacional de Acreditación de Chile (CNA), por un periodo de 2 años en las áreas de Gestión Institucional y Docencia de Pregrado. Convirtiéndose así, en la primera institución de educación superior 100 % online en obtener dicha acreditación.

### Carreras certificadas
Con el fin de propósito de promover una cultura de mejora continua, permanente y sistemática a nivel de unidades académicas y carreras, IACC ha desarrollado los siguientes procesos de evaluación externa voluntarios, tanto de acreditación como procesos de certificación de carreras de pregrado:
- Técnico en Automatización y Control (carrera certificada por la Agencia Acreditada C.I hasta 22 de diciembre de 2027[5]).
- Ingeniería en Administración de Empresas (carrera certificada por la Agencia Acreditada C.I hasta 14 de octubre de 2027).
- Contabilidad General (carrera certificada por la Agencia Acreditada C.I hasta diciembre de 2030).
- Técnico en Administración de Empresas (carrera certificada por la Agencia Acreditada C.I hasta 14 de enero de 2027).
- Programa de Continuidad en Ingeniería en Administración de Empresas (carrera certificada por la Agencia Acreditada C.I hasta 14 de enero de 2027).
- Técnico en Control Industrial (carrera certificada por la Agencia Acreditada C.I hasta diciembre de 2028).
- Ingeniería Industrial (carrera certificada por la Agencia Acreditada C.I hasta 20 de enero de 2028).
- Programa de Continuidad en Ingeniería Industrial (carrera certificada por la Agencia Acreditada C.I hasta 20 de enero de 2028).
- Técnico en Prevención de Riesgos (carrera certificada por la Agencia Acreditada C.I hasta enero de 2028).
- Ingeniería en Prevención de Riesgos  (carrera certificada por la Agencia Acreditada C.I hasta enero de 2028).
- Programa de Continuidad en Prevención de Riesgos (carrera certificada por la Agencia Acreditada C.I hasta enero de 2028).
- Técnico en Trabajo Social (carrera certificada por Fundación Qualitas para la Educación hasta diciembre de 2027[5]).
- Técnico en Educación Parvularia (carrera certificada por Fundación Qualitas para la Educación hasta enero de 2029).